# Robert Żłobikowski
Robert Żłobikowski (ur. w 1876, zm. 15 października 1958 w Warszawie) – polski magister farmacji, fotograf, członek Towarzystwa Przyjaciół Grochowa, społecznik.
W latach międzywojennych był współpracownikiem Mieczysława Albrechta w aptece przy ulicy Marszałkowskiej 136, następnie, w roku 1937 otworzył własną działalność - Aptekę i Laboratorium Chemiczno-Farmaceutyczne przy ulicy Grochowskiej 128, która nieprzerwanie działa do dziś. Był to wówczas jeden z najbardziej nowoczesnych ośrodków w Warszawie.
Prowadził dokumentację zdjęciową starego Grochowa i pamiątek po Powstaniu Listopadowym.

## Odznaczenia
- Złoty Krzyż Zasługi